# Нитрит лития
Нитрит лития — соль щелочного металла лития и азотистой кислоты с формулой LiNO2. Образует кристаллогидрат LiNO2•H2O.

## Получение
- Нитрит лития получают термическим разложением нитрата лития:

{\displaystyle {\mathsf {2\ LiNO_{3}\ {\xrightarrow {500^{o}C}}\ 2\ LiNO_{2}+O_{2}}}}
- Монооксид азота взаимодействует с гидроокисью лития с образованием нитрита лития:

{\displaystyle {\mathsf {2\ LiOH+4\ NO\ {\xrightarrow {\ }}\ 2\ LiNO_{2}+N_{2}O+H_{2}O}}}
{\displaystyle {\mathsf {4\ LiOH+6\ NO\ {\xrightarrow {\ }}\ 4\ LiNO_{2}+N_{2}+2\ H_{2}O}}}
- Из водных растворов выделяется в виде кристаллогидрата LiNO2•H2O, который плавится в кристаллизационной воде при 100°С и обезвоживается при 160°С. Кристаллогидрат хорошо растворяется в воде.
- Осторожным нагреванием в вакууме можно получить полугидрат нитрита лития LiNO2•½H2O.

## Физические свойства
- Бесцветные гигроскопичные кристаллы.

## Химические свойства
- Нитрит лития термически неустойчив и уже до температуры плавления начинает разлагаться по нескольким реакциям, основная из которых:

{\displaystyle {\mathsf {4\ LiNO_{2}\ {\xrightarrow {185^{o}C}}\ 2\ Li_{2}O+4\ NO+O_{2}}}}

## Применение
- Нитрит лития используется в пиротехнике для придания пламени красного цвета.
- Также он используется при производстве взрывчатых веществ, из-за своей возможности нитрозировать кетоны при определённых условиях[1].